# Bonannia graeca
Bonannia graeca là một loài thực vật có hoa trong họ Hoa tán. Loài này được (L.) Halácsy mô tả khoa học đầu tiên năm 1901.